# Los Reyes de Oriente (miniserie)
Los Reyes de Oriente es una serie de televisión dramática mexicana, creada por Leticia López Margalli, dirigida por Pepe Valle y Mauricio Lule y protagonizada por Joshua Okamoto, Ingrid Águila, Elias Toscano, Manuel Villegas, Gabriela Ruiz, Katia Rigoni, María Rojo, Evangelina Martínez y Roberto Sosa. La serie tendrá su estreno el 25 de septiembre de 2024 a través de la plataforma Netflix.

## Argumento
La hermandad de tres amigos del Oriente de la Ciudad de México, y el amor prohibido de uno de ellos por la madre del otro, llevará a los jóvenes a reformular todo lo que creían acerca del amor, la felicidad y la familia.

## Reparto
- Joshua Okamoto como Javo
- Ingrid Águila como Malena
- Elias Toscano como Mike
- Manuel Villegas como Santos
- Gabriela Ruiz como Nora
- Katia Rigoni como Heidi
- María Rojo como Herminia
- Roberto Sosa como Taiguer
- Mariana Gajá como Sonia
- Evangelina Martínez como doña Alicia
- Rodrigo Ostap como Venegas

## Producción

### Rodaje
La serie fue filmada en Iztapalapa, Ciudad de México. El rodaje concluyó en diciembre de 2023.